# Patty Jenkins
Patricia Lea Jenkins (ur. 24 lipca 1971 w Kalifornii) – amerykańska reżyserka. Uczęszczała do Amerykańskiego Instytutu Filmowego. Jej najsłynniejszymi filmami są Monster z Charlize Theron w roli głównej, a także Wonder Woman i Wonder Woman 1984. W 2018 reżyserka została Barbie Shero.

## Filmografia
| Reżyseria - Just Drive (2001) - Velocity Rules (2001) - Monster (2003) - Bogaci bankruci (2004) - Ekipa (2006) - Dochodzenie (2011-2012) - Betrayal (2013) - Wonder Woman (2017) - Wonder Woman 1984 (2020) - Cleopatra (2022) - Star Wars: Rogue Squadron (2023) | Scenariusz - Just Drive (2001) - Velocity Rules (2001) - Monster (2003) - Wonder Woman 1984 (2020) |